# The Real Thing (gruppo musicale britannico)
The Real Thing è un gruppo musicale britannico di genere disco-funk. I loro massimi successi sono You to Me Are Everything e Can't Get By Without You, entrambi del 1976.

## Storia del gruppo
I Real Thing vennero formati a Liverpool nel 1972; il primo organico, comprendente Chris Amoo, Dave Smith, Kenny Davis e Ray Lake, subirà una serie diversi cambiamenti.
Dopo aver partecipato al talent show ante-litteram Opportunity Knocks, i Real Thing vennero scoperti da David Essex che li portò con sé in tour. Nel 1976 pubblicarono You to Me Are Everything, entrata al primo posto della classifica britannica; nel 1997 Marina Rei realizzerà una cover della traccia cantata in italiano intitolata Primavera. Lo stesso anno uscì Can't Get By Without You, giunto alla posizione numero 2 della classifica britannica. I due brani sono contenuti nel primo album Real Thing (1976), entrato alla posizione numero 34 della classifica britannica. Un campionamento della loro Love's Such a Wonderful Thing (1977) verrà utilizzato dai Together in So Much Love to Give del 2002 e i Freeloaders in una traccia omonima del 2005.
Dopo aver pubblicato gli album 4 from 8 (1977), rivelatosi un fiasco e Step into Our World/Can You Feel the Force (1978), incisero ....Saints or Sinners? (1980), prodotto da Jean-Philippe Iliesco dei francesi Space. Il disco contiene il successo Boogie Down (Get Funky Now) e The Story of My Life, considerata una pietra miliare del genere acid jazz. Nel 1979 il loro singolo Can You Feel the Force? raggiunse la posizione numero 5 della classifica britannica.
La band continuerà a incidere musica negli anni seguenti. Tornerà nelle zone alte delle classifiche nel 1986 con i Decade remix dei loro due massimi successi You to Me Are Everything e Can't Get By Without You e nel 2005 con So Much Love to Give, una collaborazione con i Freeloaders.
Gli unici membri rimasti della band sono Chris Amoo e Dave Smith.

## Formazione[1][2]

### Membri attuali
- Chris Amoo – voce
- Dave Smith – voce

### Ex membri
- Eddie Amoo – voce, chitarra
- Ray Lake – voce
- Kenny Davis – voce

## Discografia

### Album in studio
- 1976 – Real Thing
- 1977 – 4 from 8
- 1978 – Step into Our World/Can You Feel the Force
- 1980 – ....Saints or Sinners?
- 2022 – A Brand New Day

### Singoli
- 1972 – Vicious Circle
- 1973 – Plastic Man
- 1973 – Listen, Joe Mcgintoo
- 1973 – Humpty Dumpty
- 1974 – Daddy Dear
- 1975 – Watch Out Carolina
- 1975 – Stone Cold Love Affair
- 1976 – You to Me Are Everything
- 1976 – Can't Get By Without You
- 1977 – You'll Never Know What You're Missing
- 1977 – Love's Such a Wonderful Thing
- 1977 – Lightning Strikes Again
- 1978 – Whenever You Want My Love
- 1978 – Let's Go Disco
- 1978 – Rainin' Through My Sunshine
- 1979 – Can You Feel the Force?
- 1979 – "Boogie Down (Get Funky Now)
- 1980 – Give Me Your Love
- 1980 – Saint or Sinner?
- 1980 – She's a Groovy Freak
- 1981 – I Believe in You
- 1981 – Foot Tappin
- 1982 – Love Takes Tears
- 1982 – Seen to Smile
- 1983 – Street Corner Boogie
- 1984 – We Got Love (Real Thing)
- 1984 – Street Scene
- 1986 – You to Me Are Everything (The Decade Remix 76–86)
- 1986 – Can't Get By Without You" (The Decade Remix II)
- 1986 – Can You Feel the Force?" ('86 Remix)
- 1986 – Straight to the Heart
- 1987 – Hard Times
- 1987 – I Can't Help Myself (Sugar Pie Honey Bunch)
- 1989 – The Crime of Love
- 1993 – I Love Music
- 2005 – So Much Love to Give (con i Freeloaders)
- 2005 – You to Me Are Everything (con Darren Deezer)